# SV Empor Berlin
SV Empor Berlin is een Duitse sportclub uit de hoofdstad Berlijn. De club is actief in badminton, basketbal, boksen, fitness, gewichtheffen, gymnastiek, judo, krachtsport, schaken, tafeltennis, voetbal, volleybal en wandelen.

## Geschiedenis
De club werd in 1949 opgericht. Na één jaar waren er al meer dan 800 leden. Onder de naam Empor Nord ontwikkelde de club zich vrij snel. Later werd de naam gewijzigd in BSG Empor HO Berlin. Na de Duitse hereniging werd op 27 juni 1990 de naam gewijzigd in SV Empor Berlin. De voetbalafdeling speelt sinds 2008 onafgebroken in de Berlin-Liga, de hoogste Berlijnse competitie en de zesde hoogste klasse in Duitsland. 